# Geria
Geria è un comune spagnolo di 503 abitanti situato nella comunità autonoma di Castiglia e León.